# Mikronesische Sprachen
Die mikronesischen Sprachen mit insgesamt etwa 295.000 Sprechern gehören zu den malayo-polynesischen Sprachen, der mit Abstand bedeutendsten und sprecherreichsten Untergruppe der austronesischen Sprachen. 

## Klassifikation der mikronesischen Sprachen
Die Gruppe der mikronesischen Sprachen umfasst 21 Einzelsprachen. Eine Untergruppe, die als Kernmikronesisch bezeichnet wird, umfasst 20 Sprachen, darunter u. a. Kiribatisch, früher häufig Gilbertesisch genannt, und Chuukesisch. Die nauruische Sprache bildet eine eigene Untergruppe.
Mikronesisch (21 Sprachen mit insgesamt 295.000 Sprechern):
1. Nauruisch:
  1. Nauruisch (6.000, Nauru)
2. Kernmikronesisch:
  1. Kiribatisch (120.000, Kiribati)
  2. Kosraeanisch (9.000, Kosrae)
  3. Marshallesisch (55.000, Marshallinseln)
  4. Pohnpeanisch:
    1. Mokilesisch (1.500, Mokil)
    2. Pingelapisch (3.000, Pingelap)
    3. Pohnpeanisch (29.000, Pohnpei)

  5. Chuukesisch:
    1. Chuukesisch (51.330, Chuuk)
    2. Karolinisch (3.100, Nördliche Marianen)
    3. Mapianisch (†, Mapia)
    4. Mortlockesisch (5.900, Mortlock Islands)
    5. Namonuitonisch (940, Namonuito)
    6. Pááfang (1.300, Hall Islands)
    7. Pulapesisch (900, Pulap)
    8. Puluwatesisch (1.400, Puluwat)
    9. Satawalesisch (500, Satawal)
    10. Sonsorolesisch (400, Sonsorol-Inseln)
    11. Tanapag (10, Saipan)
    12. Tobianisch (150, Tobi)
    13. Ulithisch (3.000, Ulithi)
    14. Woleaianisch (1.700, Woleai)